# Ё̄
Ё̄ ё̄（帶長音符號的Yo；斜體：Ё̄ ё̄）是一個西里爾字母。
此字母被用於鄂溫語、鄂溫克語、赫哲語、涅吉達爾語、基爾丁薩米語、塞爾庫普語與烏爾奇語中。